# 31728 Rhondah
1999 JZ68 (asteroide 31728) é um asteroide da cintura principal. Possui uma excentricidade de 0.09536720 e uma inclinação de 5.09019º.
Este asteroide foi descoberto no dia 12 de maio de 1999 por LINEAR em Socorro.